# Самарский металлургический завод
Сама́рский металлурги́ческий заво́д — один из крупнейших производителей алюминиевых полуфабрикатов в России. Основанный в 1960 году, СМЗ выпускает широкий ассортимент листопрокатной, прессовой и кузнечно-штампованной продукции. Ранее носил названия Куйбышевский металлургический завод, Алкоа СМЗ и Арконик СМЗ.

## История

### В СССР
В 1951 году в соответствии с постановлением Совета Министров СССР от 22 декабря 1950 года начато строительство крупнейшего в мире Куйбышевского металлургического завода по производству алюминиевого проката. В марте 1951 года Приказом министерства авиационной промышленности Павел Петрович Мочалов назначен директором завода.
В декабре 1953 года построен первый цех завода — ремонтно-механический, начато изготовление нестандартного оборудования.
4 ноября 1955 года в литейном цехе пущен первый литейный агрегат, отлит первый слиток алюминия.
В марте 1956 года в профильном цехе запущен первый пресс усилием 5000 тонн, произведен первый прессованный пруток.
В 1958 году произведена первая прессовка труб в трубном цехе. Принята первая продукция.
В апреле 1960 года принят в эксплуатацию вертикальный гидравлический пресс усилием 75 000 тонн. 5 июля 1960 года Государственная комиссия приняла завод в эксплуатацию.
22 июля 1966 года завод награжден орденом Трудового Красного Знамени за заслуги в создании и производстве новых видов техники.
В 1985 году Самарский металлургический завод награжден орденом Октябрьской революции.

### В Российской Федерации
В 1998 году предприятие вошло в группу «Сибирский алюминий».
С февраля 2005 года завод входит в структуру предприятий компании Alcoa как АО «Алкоа СМЗ». После реструктуризации Alcoa в 2016 году — АО «Арконик СМЗ», принадлежащее компании Arconic. С 2005 года в техническое перевооружение предприятия было инвестировано более 500 млн долларов.
8 сентября 2016 года — создание СП «АлТи Фордж» совместно с ВСМПО-Ависма. Начато производство продукции из титановых и алюминиевых сплавов.
В мае 2022 компания Arconic объявила о продаже Самарского металлургического завода, ожидая потери примерно 500 млн $. В ноябре 2023 года 100 % акций были проданы российской компании ООО «Промышленные инвестиции», стоимость сделки составила 230 млн $.

#### Иск ФАС
В 2020 году Федеральная антимонопольная служба России заявила, что компания Elliott Management Corporation получила косвенный контроль над стратегически значимым предприятием, установив контроль над Arconic Corporation, без согласования с ФАС. По иску ФАС на владельца были наложены ограничения в управлении активом и выводе прибыли. В феврале 2022 года решение о дальнейшей судьбе завода передано Правительственной комиссии по контролю за осуществлением иностранных инвестиций. В декабре 2022 года в связи с переходом контроля над предприятием российскому собственнику Федеральная антимонопольная служба России отозвала свой иск, и производство по делу было прекращено.

### Санкции
22 февраля 2024 года, из-за российского вторжения на Украину, Самарский металлургический завод был включён в санкционный список Великобритании.  23 февраля 2024 года завод включён в блокирующий санкционный список США «против металлургического и горнодобывающего сектора России».

## Собственники и руководство
- С 1998 года завод контролировался ОАО «Объединённая компания „Сибирский алюминий“» (ныне Русал)[22].
- В 2005 году СМЗ вошел в состав международной металлургической компании «Alcoa»[7].
- В 2016 году Alcoa разделилась на две компании, и Самарский металлургический завод (АО «Арконик СМЗ») перешел в компанию «Arconic»[7].
- С 2022 года АО «СМЗ» входит в состав холдинга «Промышленные Инвестиции», бенефициаром которого является предприниматель Михаил Шелков[23].

### Руководители завода
- Мочалов Павел Петрович — первый директор завода (1951—1979)
- Ходасевич Геннадий Васильевич — директор завода (1979—1984)
- Оводенко Максим Борисович — директор завода (1984—1998)
- Булыгин Александр Станиславович — генеральный директор завода (1998—1999)
- Федоров Михаил Васильевич — директор завода (1999—2008)
- Спичак Михаил Григорьевич — генеральный директор завода (2008 — настоящее время)

## Продукция
Самарский металлургический завод выпускает широкий ассортимент листопрокатной, прессовой и кузнечно-штампованной продукции: рулоны, баночная лента (корпусная, ключиковая, крышечная), консервная лента, окрашенная лента; листы, профили, панели, трубы, штамповки и поковки, в том числе крупногабаритные.

## Достижения
- Входит в рейтинг топ-300 крупнейших компаний РФ по объему выручки[25]
- Многократный победитель конкурса «ЭкоЛидер» в категории «Промышленный гигант»[26]
- Многократный победитель федерального конкурса «Лидеры корпоративной благотворительности»[27]